# Indratilla ceylonica
Indratilla ceylonica  (лат.) — вид ос-немок рода Chilemutilla из подсемейства Mutillinae. Эндемик Шри-Ланки. Длина тела 7,0 мм. Голова чёрная, клипеус и мандибулы коричневато-красные, антенны чёрные, грудь коричневая с коричневато-красным дорзумом. Ноги и брюшко от коричневого до чёрного, абдоминальные стерниты коричневато-красные.
Вид был описан в 1993 году российским энтомологом доктором биологических наук Аркадием Степановичем Лелеем по материалам, собранным колеоптерологом профессором Г. С. Медведевым (Зоологический институт РАН, Санкт-Петербург) в ходе его экспедиции на Шри-Ланку в 1982 году.